# Sworn In
Sworn In ist eine US-amerikanische Metalcore-Band aus Grayslake, die 2011 gegründet wurde.

## Geschichte
Die Band wurde im März 2011 erst unter den Namen Buried by the Ocean gegründet. Später nannten sie sich jedoch in Sworn In um.
Bereits im April des gleichen Jahres erschien die EP Catharsis, die aus eigener Tasche finanziert wurde. Ein Jahr später folgte die Veröffentlichung der EP Start/End über We Are Triumphant. Am 20. August 2013 erschien mit The Death Card das Debütalbum weltweit über Razor & Tie. Es wurde von der Band produziert und Brian Hood gemixt.
Im Mai und Juni 2013 spielte die Gruppe eine US-Konzertreise als Vorband für For the Fallen Dreams. Weitere Bands auf der Some Things Never Change-Tour waren Hundredth, Gideon und Upon This Dawning. Auch spielte die Band auf der Abschiedstournee von Bleeding Through in den Staaten. Zwischen Ende November und Anfang Dezember 2013 tourte die Gruppe mit Within the Ruins entlang der Ostküste der Vereinigten Staaten. Direkt im Anschluss spielte die Gruppe eine kurze Konzertreise als Headliner durch Kanada. Mitte Dezember waren drei Konzerte mit Like Moths to Flames geplant. Zwischen dem 19. und 22. Dezember 2013 war abschließend eine Mini-Tournee als Vorband für Vanna geplant. Auch tourte die Gruppe bereits mit Oceano, King Conquer und The Last Ten Seconds of Life.
Im Januar und Februar 2014 ging die Gruppe mit This or the Apocalypse, Shai Hulud und Sirens and Sailors auf US-Konzertreise. Im März und April 2014 folgte die jährlich von Emmure veranstaltete The Mosh Lives Tour. Auf dieser Konzertreise trat Sworn In gemeinsam mit Gideon, Thy Art Is Murder und Volumes als Vorgruppe für Emmure auf. Direkt nach dieser Konzertreise spielte die Band sechs Shows mit Thy Art Is Murder in Kanada. Im Mai kam die Gruppe erstmals für eine Konzertreise ins Vereinigte Königreich und nach Europa. Die Band war in Deutschland, Italien, den Niederlanden, Belgien, Ungarn, Österreich und Polen zu sehen. Als Vorgruppe wurden Here Lies a Warning und InArchives verpflichtet.
Im Juli und August 2014 trat die Gruppe als Vorband für For the Fallen Dreams, I See Stars, The Acacia Strain, For All Those Sleeping und Slaves auf der jährlich stattfindenden All Stars Tour auf. Direkt im Anschluss an der All Stars Tour spielte die Gruppe vier Headliner-Shows in den Vereinigten Staaten. Zwischen November und Dezember war die Gruppe unter anderem mit Crown the Empire und Like Moths to Flames als Vorband für Atilla auf der Monser Outbreak Tour zu sehen.
Im Februar 2015 wurde bekanntgegeben, dass das zweite Album der Band, welches The Lovers/The Devil heißt, im April desselben Jahres über Razor & Tie erscheinen würde. Sechs Tage zuvor veröffentlichte die Gruppe mit Sunshine die erste Single des Albums über Vevo. In Nordamerika erschien das Album am 7. April 2015, während es in Europa etwa einen Monat später veröffentlicht wird. Innerhalb der ersten Woche verkaufte sich das Album in den USA knapp 3.000 mal.
Mit I Declare War und The Plot in You tourte die Band im März und April als Headliner durch die Vereinigten Staaten und Kanada um ihr Album zu bewerben. Im Rahmen der The Mosh Lives Tour, welche zwischen dem 1. und 29. Mai 2015 stattfinden sollte, wäre Sworn In als Vorgruppe für Thy Art Is Murder, Caliban und Emmure zum zweiten Mal auf dem europäischen Kontinent zu sehen gewesen. Allerdings wurde die Tournee im April 2015 aufgrund des gesundheitlichen Zustands von Emmure-Sänger Frankie Palmeri abgesagt. Am 25. März 2015 gab Sänger Tyler Dennen bekannt, dass er aufgrund von gesundheitlichen Problemen nicht mehr in der Lage sei an der Nordamerika-Tournee seiner Band mit Carnifex und Chelsea Grin teilzunehmen. Im selben Monat wurde die Gruppe für das Mayhem Festival bestätigt, dass von Slayer angeführt wird. Die Tournee findet zwischen Juni und August 2015 in den Vereinigten Staaten und Kanada statt.

## Musikstil und Texte
Die Musiker werden von Gruppen wie Slipknot, Korn, Meshuggah aber auch von Bring Me the Horizon und Thrice inspiriert. Ray van Horn Jr.  von Blabbermouth.net zählt neben den von den Musikern genannten Beispielen zudem Gruppen, wie The Chariot und die frühen Norma Jean auf.
Im Vergleich zu den beiden EPs wurde der Sound der Gruppe fast komplett runderneuert. Laut den Musikern wirkt der Sound „dunkler“ und somit „bösartiger“ als zuvor.
Die Musiker verarbeiten in ihren – oftmals pessimistischen – Texten, die hauptsächlich um Themen wie Tod, Wahn und Sinnesverlust handeln, ausschließlich persönliche Erfahrungen der Musiker, die sie selbst erlebt haben. Auffällig ist, dass Sänger Tyler Dennen lediglich mit Screamings arbeitet und nur sehr selten Growlings anwendet.

## Diskografie
- 2011: Catharsis (EP, Eigenvertrieb)
- 2012: Start/End (EP, We Are Triumphant)
- 2013: The Death Card (Razor & Tie)
- 2015: The Lovers/The Devil (Razor & Tie)
- 2017: All Smiles (Fearless Records)